# 林肯帕克 (新澤西州)
林肯帕克（英語：Lincoln Park）是位於美國新澤西州摩里斯縣的自治市鎮。

## 人口
根據2020年美國人口普查的數據，林肯帕克的面積為17.92平方千米，當中陸地面積為16.57平方千米，而水域面積為1.35平方千米。當地共有人口10915人，而人口密度為每平方千米609人。